# 迷鸟
迷鸟是那些由于天气恶劣或者其他自然原因，偏离自身迁徙路线，出现在本不应该出现的区域的鸟类，例如曾经在中国湖南省东洞庭湖自然保护区发现的大红鹳就是迷鸟。鳥類的留棲性基本上可分為留鳥、候鳥、過境鳥和迷鳥。台灣目前有紀錄的674種鳥類中，便有高達171種屬於迷鳥。